# 马森述
马森述（1965年10月—），男，汉族，山东乳山人，中华人民共和国政治人物。1987年7月参加工作，1993年12月加入中国共产党。现任中共广东省委常委、省纪委书记、省监委代理主任。曾任中共江西省委常委、省纪委书记，省监委主任。曾在国务院法制局和中央纪委工作。